# Біскупиці-Олавські
Біскупиці-Олавські (пол. Biskupice Oławskie, нім. Bischwitz) — село в Польщі, у гміні Єльч-Лясковиці Олавського повіту Нижньосілезького воєводства.
Населення — 339 осіб (2011).
У 1975-1998 роках село належало до Вроцлавського воєводства.

## Демографія
Демографічна структура станом на 31 березня 2011 року:
|          | Загалом | Допрацездатний вік | Працездатний вік | Постпрацездатний вік |
| -------- | ------- | ------------------ | ---------------- | -------------------- |
| Чоловіки | 175     | 30                 | 123              | 22                   |
| Жінки    | 164     | 29                 | 99               | 36                   |
| Разом    | 339     | 59                 | 222              | 58                   |